# Blue Diamond
Blue Diamond é uma Região censo-designada localizada no estado americano de Nevada, no Condado de Clark.

## Demografia
Segundo o censo americano de 2010, a sua população era de 290 habitantes.

## Geografia
De acordo com o United States Census Bureau tem uma área de 19,1 km², dos quais 19,1 km² cobertos por terra e 0,0 km² cobertos por água. Blue Diamond localiza-se a aproximadamente 1031 m acima do nível do mar.

## Localidades na vizinhança
O diagrama seguinte representa as localidades num raio de 24 km ao redor de Blue Diamond.